# 資訊革命

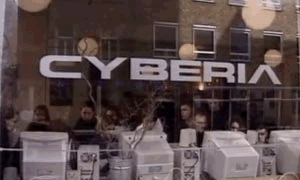
1994年倫敦网吧

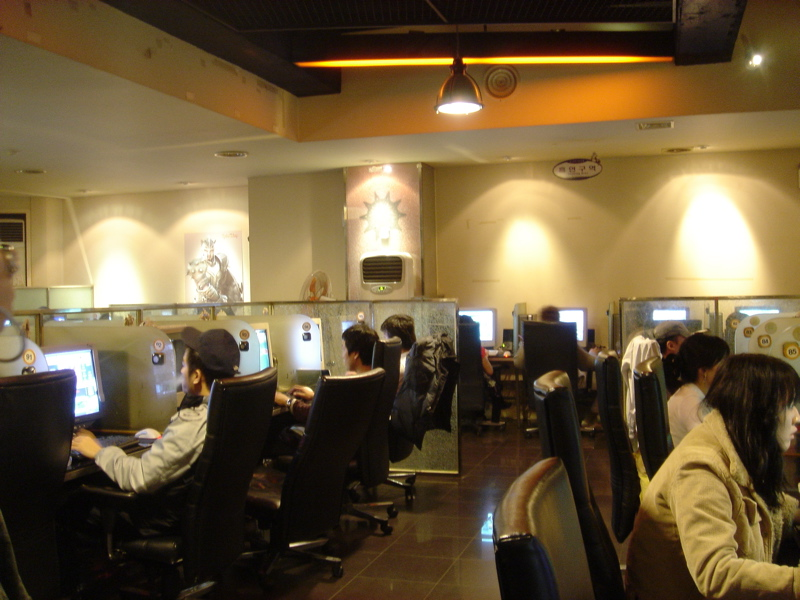
電腦化辦公室

資訊化革命，或信息革命，是指資訊科技的发展，以互联网普及全球为重要标志。
从1980年代个人电脑普及开始，信息的传递变得越来越简便、快捷、廉价，人们寻求一种更快捷的通信方式，恰恰美国将用于军事、商业的网络完全开放，形成实际意义的互联网。网络的发展令网络软件应运而生，即时通讯软件、电邮令分隔两地的人可以于短时间内实现通讯。它完全打破了地域、距离、意识形态的限制，使人们能接触到各种思想、文化，更主要的是实现了信息的即时性。前期的互联网称为Web 1.0，是指其只实现了单向的信息广播，而目前正处于Web 2.0的过渡之中，即通过互联网实现各种互动。
虽然信息化革命使人们資訊爆炸，但是仍然有不少人担忧虚假信息的泛滥以及人类将沉浸于虚拟世界。
以往50年信息技术集中在数据上——收集、储存、传输和打印数据，其重点放在“技术”上，而新的信息革命则把重点放在“信息”上。